# Martin Eifert
Martin Eifert (* 14. März 1965 in Frankfurt am Main) ist ein deutscher Rechtswissenschaftler. Er ist seit 2012 Inhaber des Lehrstuhls für Öffentliches Recht, insbesondere Verwaltungsrecht an der Humboldt-Universität zu Berlin. Seit Februar 2023 ist er Richter des Bundesverfassungsgerichts.

## Leben
Martin Eifert studierte von 1987 bis 1992 Rechtswissenschaften an den Universitäten Hamburg und Genf, wobei er von der Studienstiftung des deutschen Volkes gefördert wurde. 1992 legte er das Erste Juristische Staatsexamen ab. Anschließend absolvierte er ein Masterstudium an der University of California at Berkeley, wodurch er den Grad des LL.M. erlangte.
Von 1993 bis 1997 war Eifert Wissenschaftlicher Mitarbeiter bei Wolfgang Hoffmann-Riem an der Universität Hamburg und legte daneben 1996 das Zweite Juristische Staatsexamen ab. Im Jahr 1998 wurde er mit der Arbeit Grundversorgung mit Telekommunikationsleistungen im Gewährleistungsstaat promoviert. Nach einer kurzen Tätigkeit bei der Boston Consulting Group war Eifert von 1999 bis 2005 Wissenschaftlicher Referent an der Forschungsstelle Recht und Innovation (Centre for Research in Law and Innovation CERI) an der Universität Hamburg, dessen Direktor Wolfgang Hoffmann-Riem war, und gleichzeitig bis ins Jahr 2003 Referent am Hans-Bredow-Institut für Medienforschung. Außerdem erhielt Eifert von 2001 bis 2004 ein Habilitationsstipendium der Deutschen Forschungsgemeinschaft. Sodann habilitierte er sich 2005 mit der Arbeit Electronic Government. Das Recht der elektronischen Verwaltung und erhielt die Venia Legendi für die Fächer Staats- und Verwaltungsrecht, Verwaltungswissenschaft und Rechtsvergleichung. Ebenfalls im Jahr 2005 wurde er Inhaber einer Professur an der Justus-Liebig-Universität Gießen. Er wechselte im Jahr 2012 an die Humboldt-Universität zu Berlin, wo er seitdem Inhaber des Lehrstuhls für Öffentliches Recht, insbesondere Verwaltungsrecht ist.
Im Jahr 2020 wurde er in den Medien als einer von drei aussichtsreichen Kandidaten für die Wahl zum Bundesverfassungsrichter als Nachfolger von Johannes Masing gehandelt. Nominiert und gewählt wurde jedoch schlussendlich Ines Härtel. Am 15. Dezember 2022 wurde er auf Vorschlag der Grünen zum Richter des Bundesverfassungsgerichts gewählt. Die Ernennung durch Bundespräsident Frank-Walter Steinmeier erfolgte erst am 20. Februar 2023, da die Amtszeit der Vorgängerin Susanne Baer erst zu diesem Zeitpunkt abgelaufen war. Eifert ist nun unter anderem federführender Richter für verfassungsrechtlichen Klimaschutz.

## Publikationen (Auswahl)

### Monographien
- Grundversorgung mit Telekommunikationsleistungen im Gewährleistungsstaat, Nomos, Baden-Baden 1998, ISBN 978-3-7890-5828-8, (Dissertation).
- Die Konkretisierung des Programmauftrags des öffentlich-rechtlichen Rundfunks, Nomos, Baden-Baden 2002, ISBN 978-3-7890-8057-9.
- Electronic Government. Das Recht der elektronischen Verwaltung, Nomos, Baden-Baden 2006, ISBN 978-3-8329-1290-1 (Habilitationsschrift).
- mit Michael von Landenberg-Roberg, Sebastian Theß, Nora Wienfort: Netzwerkdurchsetzungsgesetz in der Bewährung. Juristische Evaluation und Optimierungspotenzial, Nomos, Baden-Baden 2020, ISBN 978-3-8487-6848-6.

### Herausgeberschaft
- gemeinsam mit Andreas Voßkuhle und Christoph Möllers (Hrsg.), Grundlagen des Verwaltungsrechts, 3. Aufl. 2022 (im Erscheinen).
- Mitherausgeber der Juristischen Ausbildung (JURA) (2014–2023[13])
- Mitherausgeber des Archiv des öffentlichen Rechts (AöR) (seit 2015)

### Beiträge
- Das Verwaltungsrecht zwischen „klassischer“ Dogmatik und steuerungswissenschaftlichem Anspruch, in: Veröffentlichungen der Vereinigung der Deutschen Staatsrechtslehrer (VVDStrL) 67 (2008), S. 286–333, doi:10.1515/9783110977097.
- Umweltschutzrecht, in: Friedrich Schoch (Hrsg.), Besonderes Verwaltungsrecht, C.H. Beck, München 2018, Kap. 5 (S. 759–873), ISBN 978-3-406-72053-6.
- Telekommunikationsrecht, in: Dirk Ehlers/Michael Fehling/Hermann Pünder (Hrsg.), Besonderes Verwaltungsrecht, Band 1, C.F. Müller, Heidelberg, 4. Auflage 2019, § 24 (S. 993–1043), ISBN 978-3-8114-4344-0.
- Persönliche Freiheit, in: Matthias Herdegen/Johannes Masing/Ralf Poscher/Klaus Ferdinand Gärditz (Hrsg.), Handbuch des Verfassungsrechts, C.H. Beck, München 2021, § 18 (S. 1159–1224), ISBN 978-3-406-73850-0.